# KCNE1
KCNE1, también conocido como KCNEA, es un gen humano que codifica para un canal de potasio activado por voltaje perteneciente a la familia relacionada con Isk en eucariotas. El gen está relacionado con el síndrome del QT largo tipo 5. Mutaciones en el gen KCNE1 pueden causar tanto el síndrome de Romano-Ward  (en heterocigotos), como el síndrome de Jervell y Lange-Nielsens (homocigotos).

## Historia
En el año 1988 fue el año en el que se descubrió un miembro de la familia KCNE. Cuando se inyectó un RNA mensajero de riñón de rata a un oocito de Xenopus laevis, se vio por expresión clonal la expresión de un canal de potasio dependiente de voltaje de lenta activación, como se comprobó por métodos de electrofisiología (Fijación de voltaje).

## Estructura proteica
La proteína KCNQ1 forma parte de los canales conocidos como canales de potasio dependientes de voltaje (Kv). Estos canales forman parte de un conjunto de canales iónicos. Son proteínas transmembranales, que contienen seis segmentos transmembrana que constituyen el poro del canal (conocido como subunidad α en eucariotas). En Kv de mamíferos, el poro está constituido por un tetrámero de subunidades α (con seis dominios transmembrana cada uno) unido mediante interacciones no covalentes. Estos canales se abren cuando la célula entra en un estado de hiperpolarización ayudando a regular el disparo neuronal y el latido cardíaco, sin embargo, se ha comprobado que KCNQ1 puede perder su dependencia de voltaje.
Por otro lado, existen cinco genes de KCNE que codifican para cinco proteínas (KCNE1, KCNE2, KCNE3, KCNE4 y KCNE5). Todos ellos presentan un único segmento transmembrana, con un dominio N-terminal extracelular y un dominio C-terminal intracelular. Contienen un sitio de fosforilación de proteína quinasa C (PKC) en una región de membrana próxima al extremo carboxilo terminal. Dos proteínas KCNE1 se ensamblan con el tetrámero de KCNQ1 para constituir las subunidades β del canal iónico. Estos canales son conocidos como canales de potasio de lenta activación (IsK) o canales de potasio mínimos (MinK), ya que se abren de forma lenta ante voltajes negativos.

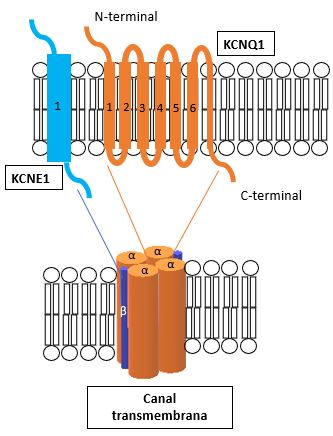
Canal de potasio dependiente de voltaje, formado por una subunidad α constituida por un tetrámero de KCNQ1 y dos subunidades β de KCNE1.

## Funciones
Los canales canales de potasio dependientes de voltaje formados por este gen son necesarios para el mantenimiento del potencial de membrana. Regulan los procesos de repolarización de neuronas tras la actuación de un potencial de acción y modulan su excitabilidad eléctrica, así como en cardiomiocitos. Asimismo, regulan procesos osmóticos celulares y el volumen celular mediante el transporte de membrana celular.

### Función cardiaca
Los canales Kv participan en la repolarización de células excitables, como los cardiomiocitos. En los ventrículos se encargan de la repolarización tras la actuación del potencial de acción para las contracciones rítmicas. Durante la despolarización los iones de sodio salen a través de canales de sodio dependientes de voltaje que se contrarresta con la salida de iones potasio (Ito) que produce una repolarización inicial. Después, la salida de potasio hacia el exterior celular contrarresta la entrada de calcio al interior de la célula, que entra por medio de canales de calcio dependientes de voltaje. Así se regula la fuerza de contracción y la meseta del potencial de acción. Los canales KCNQ1-KCNE1 se activan ante potenciales de membrana positivos y repolarizan los cardiomiocitos ventriculares para permitir la entrada del siguiente potencial de acción y el consiguiente latido cardíaco.

#### Fibrilación auricular
Existen mutaciones en el segmento extracelular  de la proteína KCNE1, que producen una ganancia de función de los canales de KCNQ1-KCNE1 en los miocitos de la aurícula, asociándose a algunos tipos de fibrilación auricular poco frecuentes. El polimorfismo S38G se asocia a fibrilación auricular y a síndrome de QT largo, junto con otros factores de riesgo. También se asocia a la predisposición de reaparición de fibrilación auricular tras operación.
Estudio de asociación del genoma completo realizados en 2018 muestran la existencia de nuevos loci y polimorfismo de nucleótido único que afectan al gen KCNE1 y se asocian con una predisposición al desarrollo de fibrilación auricular.